# Кацап

Десять заповідей молодим дівчатам. Заповідь сьома: Ніколи не кохай кацапа (Василь Гулак, 1918).

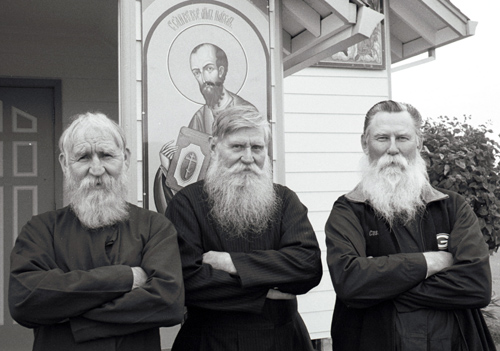
У мові російських старообрядців «кацапи» — ніконіани, члени РПЦ.

Каца́пи (араб. قَصَّاب (ḳaṣṣāb) — м'ясник) — зневажлива розмовна назва росіян, яку вживають українці та поляки; російська назва деяких російських субетнічних груп; презирлива назва галицьких московофілів (русофілів), яку використовували народовці.

## Походження
Існують дві версії походження слова «кацап», наведені в «Етимологічному словнику української мови»:
- Основною версією вважається утворення від слова «цап» за допомогою специфічного елемента «ка-» (аналогічно «кадіб», «каблучка») — як жартівливе позначення людей, що носять довгі бороди[10]. Виникнення цього виразу могло бути пов'язане з російською традицією носити довгі бороди[11].

- Достатньо обґрунтованою вважається версія що «кацап» має тюркське походження: тур., крим.-тат., азерб. kassap («м'ясник»). До тюркських мов це слово потрапило з арабської, де qaşşăb означає «живодер», або «м'ясник», «той, що забиває худобу». Дослідники відзначають також такі словосполучення в тюркських мовах: «адам кассаби» означає «люта людина», «деспот», вираз «кассап одлу» — «шельма»; «кассапчи» — караїмською означає «кат»; «хассап» мовою кримських татар означає «м'ясник», «гицель» тощо.[12] «Треба знати, що слово „кацап“ вже віддавна знане в мовах багатьох східних турецьких племен і значить „різник“, „лютий чоловік“, „кат“, „деспот“, „злодій“»[13][14][15]. На думку Дмитра Яворницького, слово «кацап» було відоме вже у половців, або куманів вже у 1303 році, в їхньому «Codex Cumanicus», у значенні «м'ясник»[14]. У сучасній болгарській мові також вживається слово «касапи» — «м'ясники». Як прізвисько отримало поширення після здобуття Іваном IV Казані у 1552 році[16]. Після Батуринської різні, де загинуло близько 15тис. українців, прізвисько набуло широкого вжитку і в українській мові.

## Вживання слова

### «Кацап» у російській мові
У російській мові слово кацап широко вживалося як образливе прізвисько сторонами церковного розколу. У деяких селах, населених різними за вірою росіянами, старообрядники називали ніконіан «кацапами», а ніконіани старообрядників — «кулугурами» (слово тюркського походження, буквально — «покидьок»); зокрема В. І. Даль приводить форму «коцап» як тульську і курську назву розкольників. Окрім того, «кацапи» — самоназва жителів низки населених пунктів у Тербунському районі Липецької області, Реп'євського району Воронезької області.
Таким чином не виключено, що слово кацап безпосередньо потрапило в українську мову з самої Росії як образливе прізвисько однієї із сторін російського церковного розколу, і тут асоціювалося з росіянами взагалі. До середини XX ст. в деяких українських містах «кацапами» називали саме старообрядників. У такому ж значенні слово «kasap» поширене в деяких частинах Молдови.[джерело?]

### «Кацап» в українській мові
Вживається в розмовній українській мові з XVIII століття для позначення осіб російської національності. Словник Б. Грінченка так тлумачить цей, і похідні від нього етноніми:
Кацап, па, чол. Великороссиянин. Тут дивляться, аж входить кацап. зм. Кацапчик, зб. Кацапюга.
Кацапка, ки, жін. Великороссиянка. Приїхав в одне село — дивиться, кацапка кричить.
Кацапня, ні.
Кацапчик, зм. від кацап.
Кацапюга, ги, м. зб. від кацап

### Приклади вживання в літературі
- «Кляті кацапи, …, їдять щі навіть з тарганами», — Микола Гоголь (рос. в оригіналі)[19].
- «Та кидайте ви й оту „кацапщину“, та краще їдьте на Гетьманщину», — Микола Гоголь (рос. в оригіналі)[20][21].
- «Ех Тарасе, Тарасе, зведе тебе ця проклятуща кацапня! Куди ти йдеш? Знову на рожон прешся. Плюнь на них, несамовитих харцизяк!» — Яків Кухаренко (лист до Т.Шевченка)[22].
- «Іван Грозний представляли італьянці по-італійськи… поводитись по-кацапськи вони не вміли, один тільки Іван Грозний був похожий на кацапа», — Леся Українка, (лист до сестри О. П. Косач)[23].

- «Вибачайте, батечку, що найшлося, те і посилаю, а „Ганнусю“ сьогодня нашвидку скомпонував, та і сам не знаю, чи до ладу, чи ні. Подивіться ви на неї гарненько та й скажіть щиру правду, як побачите, що вона вже дуже безецна * (бо вона мені так здається), то не давайте й друкувать. Нехай іде відкіль взялася. Ще посилаю вам кацапські вірші своєї роботи», — Тарас Шевченко (листи до Г. Ф. Квітки-Основ'яненка)[24].

- «Переписав оце свою „Слепую“ та й плачу над нею, який мене чорт спіткав і за який гріх, що я оце сповідаюся кацапам черствим кацапським словом. Лихо, брате отамане, єй-богу, лихо», — Тарас Шевченко (лист до Я. Г. Кухаренка)[25].

- «Це правда, що окроме Бога і чорта в душі нашій єсть ще щось таке, таке страшне, що аж холод іде по серцеві, як хоч трошки його розкриєш, цур йому, мене тут і земляки, і не земляки зовуть дурним, воно правда, але що я маю робить, хіба ж я винен, що я уродився не кацапом або не французом. Що нам робить, отамане-брате?» — Тарас Шевченко (лист до Я. Г. Кухаренка)[26].

- «Товаришам-москвинам це не дуже-то припало до сподоби, бо, мовляв: „Так скоро й всю Росію рознесуть“. Наші ж земляки теж, захопившись своїм відродженням, нахвалялися на „кацапів“ і цим тільки загострювали міжтовариські відносини». Клим Поліщук у творі «У нетрях Латвії», 1917[27].

|  | Завів кацап християнина, Зарізати хоче. Зав'язав йому назад руки, Ніж широкий точить. А кацапчук семиліток: Мало не брикає: Кругом скаче коло тата: Та все промовляє: «Да полна уж тачать батька!.. Будєт с нєго, будєт!.. Режь же, батька! то-то любо: Как трепаться будєт!» (Степан Руданський) |

### Фольклор
- Бог сотворив цапа, а чорт кацапа[28].

### Похідні від слова «кацап»
Існують також різні похідні від слова «кацап»: Росію називають «Кацапією», «Кацапєтовкою», «Кацапурією», «Кацапляндією» або «Кацапстаном»[неавторитетне джерело].

## Інше
- У культовому радянському фільмі «Кін-дза-дза!» одна з двох категорій чи «рас» на планеті Плюк називається «пацаками». За одною з версій, «пацак» могло бути утворене шляхом зворотнього читання (ананімом) слова «кацап»[30]. Не заперечував подібну етимологію і сам режисер фільму Георгій Данелія: «Пацак — это, может быть, кацо, кацап, поц».[31].